# Michael Kelly (attore)
Michael Joseph Kelly (Filadelfia, 22 maggio 1969) è un attore statunitense.

## Biografia
Nato a Philadelphia ma cresciuto a Lawrenceville (Georgia), è figlio di Maureen e Michael Kelly; ha un fratello di nome Andrew e due sorelle, Shannon e Casey. Diplomatosi nella scuola superiore di Brookwood a Snellville, in Georgia ha successivamente frequentato l'università Coastal Carolina nella Carolina del Sud. Michael Kelly è noto principalmente per il ruolo di Doug Stamper nella serie TV di successo House of Cards - Gli intrighi del potere.
Nel 2019 vince il premio come Miglior Attore al Vegas Movie Awards per la sua interpretazione nel film All Square.

## Filmografia parziale

### Cinema
- Una vacanza indimenticabile, regia di Andres Heinz (1998)
- River Red, regia di Eric Drilling (1998)
- Man on the Moon, regia di Miloš Forman (1999)
- Unbreakable - Il predestinato (Unbreakable), regia di M. Night Shyamalan (2000)
- L'alba dei morti viventi (Dawn of the Dead), regia di Zack Snyder (2004)
- Carlito's Way - Scalata al potere (Carlito's Way: Rise to Power), regia di Michael Bregman (2005)
- Champions, regia di David Wike (2006)
- Imbattibile (Invincible), regia di Ericson Core (2006)
- Broken English, regia di Zoe R. Cassavetes (2007)
- Changeling, regia di Clint Eastwood (2008)
- Che fine hanno fatto i Morgan? (Did You Hear About the Morgans?), regia di Marc Lawrence (2009)
- Defendor, regia di Peter Stebbings (2009)
- Tenderness, regia di John Polson (2009)
- Giustizia privata (Law Abiding Citizen), regia di F. Gary Gray (2009)
- Fair Game - Caccia alla spia (Fair Game), regia di Doug Liman (2010)
- I guardiani del destino (The Adjustment Bureau), regia di George Nolfi (2011)
- Chronicle, regia di Josh Trank (2012)
- Now You See Me - I maghi del crimine (Now You See Me), regia di Louis Leterrier (2013)
- L'uomo d'acciaio (Man of Steel), regia di Zack Snyder (2013)
- Everest, regia di Baltasar Kormákur (2015)
- Il segreto dei suoi occhi (Secret in Their Eyes), regia di Billy Ray (2015)
- Viral, regia di Henry Joost e Ariel Schulman (2016)
- All Square, regia di John Hyams (2018)
- Outside the Wire, regia di Mikael Håfström (2021)
- Transformers - Il risveglio (Transformers: Rise of the Beasts), regia di Steven Caple Jr. (2023)
- La notte arriva sempre (Night Always Comes), regia di Benjamin Caron (2025)

### Televisione
- Lifestories: Families in Crisis - serie TV, episodio 1x09 (1994)
- Law & Order - Unità vittime speciali (Law & Order: Special Victims Unit) - serie TV, 3 episodi (2000-2006)
- Level 9 - serie TV, 13 episodi (2000-2001)
- Squadra Emergenza (Third Watch) - serie TV, episodio 3x04 (2001)
- The Shield - serie TV - episodio 1x10 (2002)
- Giudice Amy (Judging Amy) - serie TV, episodio 4x19 (2003)
- E.D.N.Y. - serie TV (2003)
- CSI: Miami - serie TV - episodio 5x24 (2007)
- I Soprano (The Sopranos) - serie TV, 6 episodi (2006-2007)
- Fringe - serie TV, episodio 1x04 (2008)
- Generation Kill - serie TV, 8 episodi (2008)
- Criminal Minds - serie TV, episodio 5x18 (2010)
- Person of Interest - serie TV, 8 episodi (2011-2013)
- Law & Order: Criminal Intent - serie TV, episodio 10x03 (2011)
- Criminal Minds: Suspect Behavior - serie TV, 13 episodi (2011)
- The Good Wife - serie TV, 2 episodi (2011)
- House of Cards - Gli intrighi del potere (House of Cards) – serie TV, 73 episodi (2013-2018)
- Black Mirror - serie TV, episodio 3x05 (2016)
- Taboo – serie TV, 8 episodi (2017)
- Jack Ryan - serie TV, 8 episodi (2019)
- Sfida al presidente - The Comey Rule (The Comey Rule), regia di Billy Ray – miniserie TV, 2 puntate (2020)
- Lioness (Lioness) - serie TV (2023-in corso)
- The Penguin, regia di Craig Zobel, Helen Shaver, Kevin Bray e Jennifer Getzinger – miniserie TV, 5 puntate (2024)

## Doppiatori italiani
Nelle versioni in italiano delle opere in cui ha recitato, Michael Kelly è stato doppiato da:
- Franco Mannella in Fair Game - Caccia alla spia, Criminal Minds: Suspect Behavior, Tenderness, Outside the Wire, Lioness, The Penguin
- Alberto Bognanni in Person of Interest, Everest, Taboo, Tenderness, La notte arriva sempre
- Pino Insegno in Changeling, I guardiani del destino, Chronicle, L'uomo d'acciaio
- Simone Mori in Che fine hanno fatto i Morgan?, House of Cards - Gli intrighi del potere
- Francesco Bulckaen in Giustizia privata, Jack Ryan
- Massimiliano Manfredi in Unbreakable - Il predestinato
- Francesco Pannofino in L'alba dei morti viventi
- Francesco Meoni in Carlito's Way - Scalata al potere
- Wladimiro Grana in Generation Kill
- Vittorio Guerrieri in Imbattibile
- Edoardo Nordio ne I Soprano[1]
- Massimiliano Virgilii in Defendor
- Marco Mete in Now You See Me - I maghi del crimine
- Gerolamo Alchieri in Fringe
- Oreste Baldini in The Shield
- Oliviero Corbetta in Law & Order: Criminal Intent
- Gaetano Varcasia in The Good Wife
- Andrea Lavagnino in Il segreto dei suoi occhi
- Teo Bellia in Black Mirror
- Fabrizio Vidale in CSI: Miami
- Enzo Avolio in Criminal Minds
- Stefano Benassi in Viral
- Marco Baroni in Sfida al presidente - The Comey Rule
- Carlo Cosolo in Transformers - Il risveglio